# الدوري الياباني لكرة القدم للسيدات 2001
الدوري الياباني لكرة القدم للسيدات 2001 هو موسم من الدوري الياباني لكرة القدم للسيدات. فاز فيه إن تي في بيليزا.